# Andrenosoma pyrrhopyga
Andrenosoma pyrrhopyga là một loài ruồi trong họ Asilidae. Andrenosoma pyrrhopyga được Wiedemann miêu tả năm 1828.